# Милица Николајевна
Милица Николајевна (Цетиње, 26. јул 1866 — Александрија, 5. септембар 1951) је била ћерка црногорског краља Николе I Петровића (1841—1921) и краљице Милене (1847—1923).
Удала се 26. јула 1889. (по старом календару) за великог кнеза Петра Николајевича (1864—1931), унука руског цара Николаја I. Имали су четворо деце:
- Марина Петровна (1892—1981)
- Роман Петрович (1896—1978)
- Надежда Петровна (1898—1988)
- Софија Петровна (1898 — 1898)

Њена сестра Анастасија Николајевна (1868—1935) била је удата за великог кнеза Николаја Николајевича Млађег, Петровог брата.

## Источне студије
Велика Војвоткиња Милица детаљно била упућена у Источне студије, знајући персијски језик, дубоко познајући стару персијску књижевност, али и бавећи се преводима филозофских и религијских текстова Персије, Индије и Кине. Додатно се бавила и проучавањем теолошких питања Православне Цркве. То су били разлози због којих се царица Александра радовала дружењу са две сестре, са којима је могла дискутовати о религијским и филозофским темама.

## Породично стабло
|  |                       |  |  |  |  |  |  |  |  |  |  |  |  |  |  |  |
|  | 4. Мирко Петровић     |  |  |  |  |  |  |  |  |  |  |  |  |  |  |  |
|  |                       |  |  |  |  |  |  |  |  |  |  |  |  |  |  |  |
|  |                       |  |  |  |  |  |  |  |  |  |  |  |  |  |  |  |
|  | 2. Краљ Никола I      |  |  |  |  |  |  |  |  |  |  |  |  |  |  |  |
|  |                       |  |  |  |  |  |  |  |  |  |  |  |  |  |  |  |
|  |                       |  |  |  |  |  |  |  |  |  |  |  |  |  |  |  |
|  | 1. Милица Николајевна |  |  |  |  |  |  |  |  |  |  |  |  |  |  |  |
|  |                       |  |  |  |  |  |  |  |  |  |  |  |  |  |  |  |
|  |                       |  |  |  |  |  |  |  |  |  |  |  |  |  |  |  |
|  | 3. Краљица Милена     |  |  |  |  |  |  |  |  |  |  |  |  |  |  |  |
|  |                       |  |  |  |  |  |  |  |  |  |  |  |  |  |  |  |
|  |                       |  |  |  |  |  |  |  |  |  |  |  |  |  |  |  |

## Породица

### Супружник
| име                           | слика | датум рођења     | датум смрти      |
| ----------------------------- | ----- | ---------------- | ---------------- |
| Велики кнез Петар Николајевич |       | 10. јануар 1864. | 17. јануар 1931. |

### Деца
| име              | слика | датум рођења      | датум смрти       | супружник              |
| ---------------- | ----- | ----------------- | ----------------- | ---------------------- |
| Марина Петровна  |       | 11. март 1892.    | 15. мај 1981.     | Александар Галицин     |
| Роман Петрович   |       | 17. октобар 1896. | 23. октобар 1978. | Прасковија Шереметјева |
| Надежда Петровна |       | 3. март 1898.     | 21. април 1988.   | Николај Орлов          |
| Софија Петровна  |       | 3. март 1898.     | 3. март 1898.     | умрла одмах по рођењу  |